# Vanish
M/Y Vanish är en motoryacht tillverkad av Feadship i Nederländerna. Hon levererades 2016 till sin ägare Larry van Tuyl, en amerikansk affärsman. Vanish designades helt av Eidsgaard Design. Motoryachten är 66,25 meter lång och har en kapacitet upp till 14 passagerare fördelat på sex hytter. Den har en besättning på 17 besättningsmän och en helikopter.
Den kostade $125 miljoner att bygga.